# Shenkeng
Shenkeng (chinesisch 深坑區, Pinyin Shēnkēng Qū, Pe̍h-ōe-jī Chhim-kheⁿ khu) ist ein Bezirk der Stadt Neu-Taipeh im Norden der Insel Taiwan, Republik China.

## Lage
Shenkeng liegt am nördlichen und südlichen Ufer des Flusses Jingmei. Der Bezirk wird im Westen von den Bezirken Nangang und Wenshan der Stadt Taipeh sowie im Osten vom Bezirk Shiding der Stadt Neu-Taipeh begrenzt.

## Geschichte und Bedeutung
Der Name des Bezirks bedeutet „Tiefer Graben“ oder „Tiefe Grube“. Die ursprünglich von taiwanischen Ureinwohnern bewohnte Tiefebene des heutigen Shengkeng wurde im 18. und 19. Jahrhundert von chinesischen Einwanderern besiedelt und urbar gemacht. Der ländlich geprägte Bezirk ist heute vor allem durch seinen Tofu berühmt, der viele Touristen anzieht und der Stadt den Beinamen „Tofu-Stadt“ eingebracht hat.
Im Bezirk Shenkeng befindet sich die private Tungnan-Universität.

## Weblinks

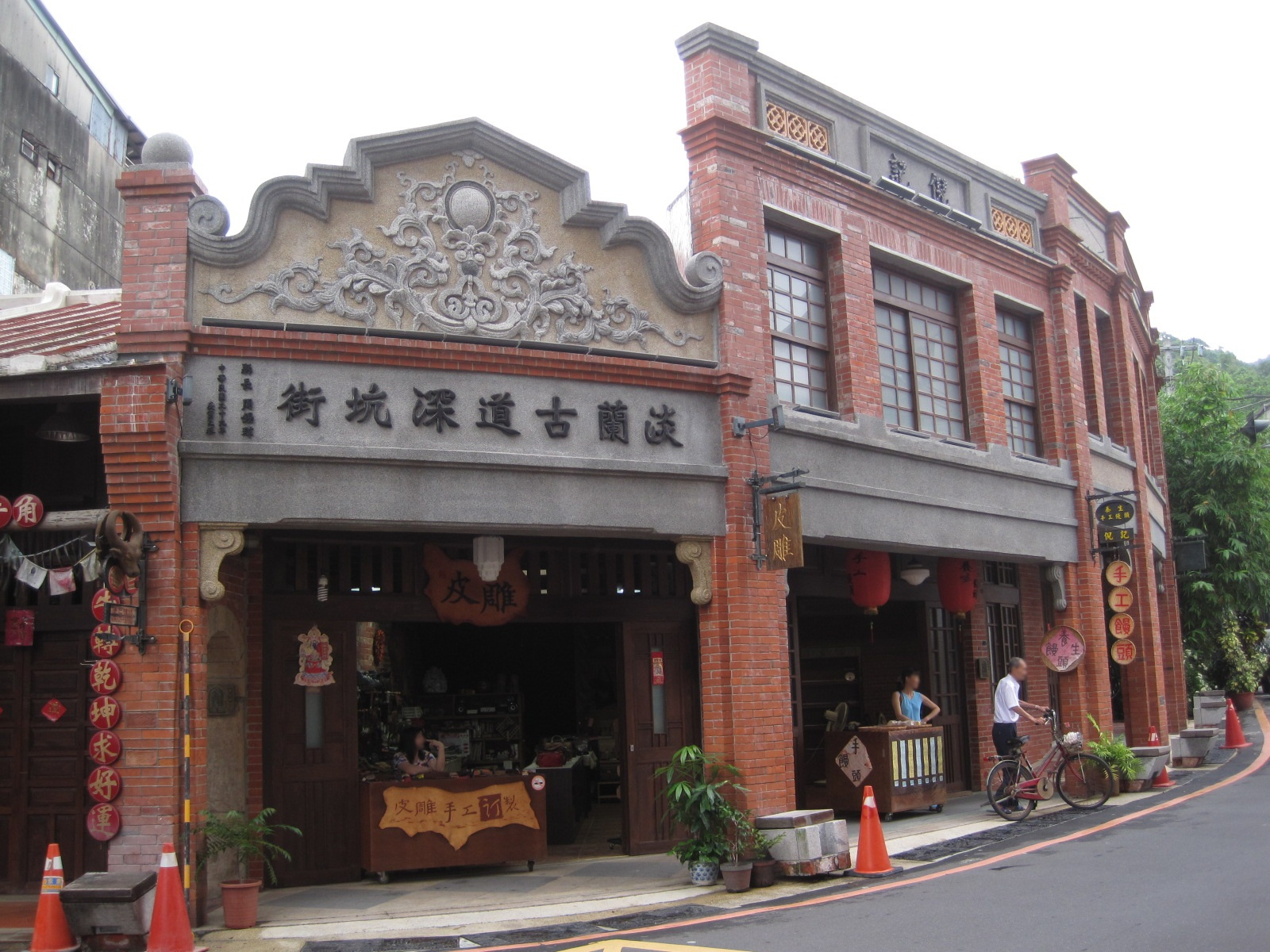
Alte Hauptstraße
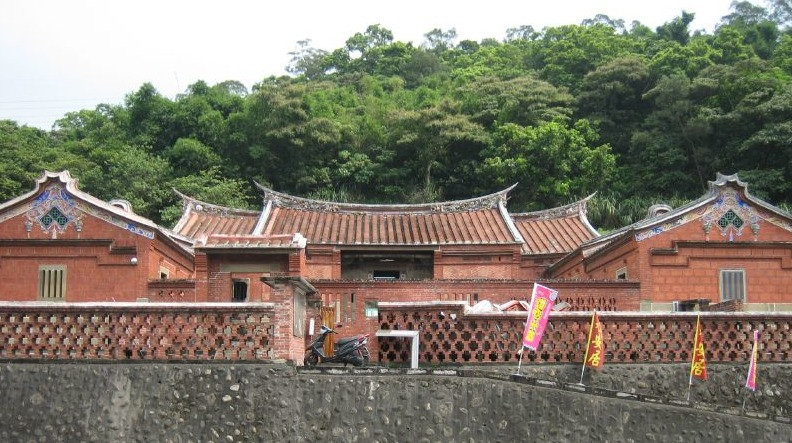
Historische Wohnhäuser